# Dukuh (Lembeyan)
Dukuh is een bestuurslaag in het regentschap Magetan van de provincie Oost-Java, Indonesië. Dukuh telt 2012 inwoners (volkstelling 2010).